# Sindar Raya
Sindar Raya is een bestuurslaag in het regentschap Simalungun van de provincie Noord-Sumatra, Indonesië. Sindar Raya telt 2038 inwoners (volkstelling 2010).